# Франкоманитобцы
Франкоманитобцы (фр. Les Franco-manitobains) — сообщество франкоканадцев и других франкоязычных людей, живущих в провинции Манитоба. Большинство франкоманитобцев имеют корни в Квебеке, однако многие из метисов имеют бельгийское происхождение, а другие имеют предков, которые приехали непосредственно из Франции, её бывших колоний и других франкоязычных стран по всему миру (Конго, Лаос, Вьетнам, Тунис и др.). Многие имеют смешанное английское, шотландское, ирландское, украинское и немецкое / меннонитское происхождение через смешанные браки.
Известные франкоманитобцы — это прежде всего лидер восстания на Ред-Ривер Луи Риэль, писатель Габриэль Руа, певец Даниэль Лавуа, член парламента Канады Шелли Гловер, бывший член парламента Рональд Дюамель, Раймонд Симар, член Канадского Сената Мария Шапе, профессиональный хоккеист Джонатан Тоюс, кантри-певица Люсиль Старр, писательница Полетт Буржуа (автор сериала про Черепашку Франклина).
В провинции Манитоба существует единственное учебное учреждение профессионального образования, где преподавание ведётся на французском языке — Колледж Сен-Бонифас. 90 % франкоманитобского сообщества живёт в Сен-Бонифас, одном из районов Виннипега, хотя есть небольшие общины, разбросанные по всей территории провинции Манитоба.

## Манитоба
Франкоманитобцы (как и их собратья в западных провинциях), по большей части, происходят из Квебека. Действительно, при рассмотрении языкового репертуара этого сообщества, мы видим контраст между использованием более формального языка, изучаемого в школе и трёх диалектов французского: мичиф, квебекского французского и французских диалектов в Европе. На мичифе до сих пор говорят в сельских районах и в неформальной обстановке, для того, чтобы выражать различные чувства идентичности. Во время полевых исследований в 1994 году было отмечено, что франкоманитобцы сгруппированы на политическом уровне для защиты своих прав. В социолингвистическом разрезе, однако, они образуют мозаику и языковую самобытность, что позволяет говорить о франкоязычном сообществе Манитобы во множественном числе, в отличие от другого французского канадского диалекта (например, квебекского французского).

## Угроза ассимиляции
Поправка в основной закон федерации и улучшение отношения со стороны англоканадцев пришли во многом слишком поздно. Закон едва ли сумел обратить ассимиляционные процессы во франко-манитобской среде. Так, уже в 1971 37 % франко-манитобцев дома говорили по-английски, несмотря на родной французский. В настоящее время почти 55 % носителей французского говорят в основном по-английски, хотя более половины из них заявили, что по-прежнему пользуются французским в определённых ситуациях.

## Демография
Несмотря на резкое сокращение, франко-манитобцы сохраняются в провинции и сегодня. 45 520 человек (4,0 % населения провинции) считают французский язык родным (Перепись населения Канады 2006 года). Впервые за долгие годы сокращение их числа между переписями было минимальным. Из них 20 515 человек по-прежнему используют родной язык в большинстве повседневных ситуаций (45 %) или 1,9 % населения провинции. Главным местом концентрации франко-манитобской культуры является квартал Святого Бонифация, некогда городок, а теперь пригород Виннипега, где франко-манитобцы составляют 4,4 % населения и где располагается главный университет франкоканадцев и единственный франкоязычный университет на западе страны — Университетский колледж Сен Бонифас, где обучается также и значительное количество иностранных студентов. Главной демографической проблемой франко-манитобцев, как и всех франко-канадцев за пределами Квебека является их резкое постарение (средний возраст франко-манитобца — почти 45 лет), что объясняется ассимиляцией молодых поколений в англоязычной среде (например — Аврил Лавин).